# Dolichurus stantoni
Dolichurus stantoni är en  stekelart som först beskrevs av William Harris Ashmead 1904.  Dolichurus stantoni ingår i släktet Dolichurus och familjen Ampulicidae. Inga underarter finns listade i Catalogue of Life.